# Miss Luxembourg Earth
De Miss Luxembourg Earth-verkiezing is een missverkiezing uit Luxemburg. Deze missverkiezing heeft maar drie keer plaatsgevonden. 

## Overzicht Miss Luxembourg Earth
- 2008 - Nadia Pereira
- 2009 - Theodora Banica
- 2010 - Lauretta Bardonique